# Achrysocharoides liocrobylae
Achrysocharoides liocrobylae är en stekelart som beskrevs av Kamijo 1990. Achrysocharoides liocrobylae ingår i släktet Achrysocharoides och familjen finglanssteklar. Inga underarter finns listade i Catalogue of Life.